# Tibor Ivanišević
Tibor Ivanišević (født 16. august 1990 i Mostar, Bosnien-Hercegovina) er en serbisk håndboldspiller, der spiller for HSG Wetzlar i den Bundesliga.